# 기대-가치 이론
기대-가치 이론은 기대와 가치 모두 개인의 미래의 결정, 참여, 고집/지속 그리고 성취를 예측하는 데에 있어 중요한 역할을 한다는 이론이다. 이 이론은 교육, 건강, 의사소통, 마케팅 그리고 경제학 등 다양한 분야에서 개발되어 오고 있다. 비록 각 분야마다 의미와 함축된 내용이 다르지만, 전반적인 개념은 차후의 행동에 영향을 미치는 요소에는 가치관이나 신념뿐만 아니라 기대가 있다는 것이다. 기대-가치 이론에 따르면, 동기부여는 개인의 긍정적인 기대와 가치의 유지/보존에 달려있다.

## 교육 모델

### 역사와 모델 개요
존 윌리엄 앳킨슨(John William Atkinson)은 개인의 성취 동기를 이해하기 위한 노력의 일환으로 1950년대와 1960년대에 기대 가치 이론을 개발했다. 그 후 1980년대에, Jacquelynne Eccles가 이 이론을 교육 분야로 확장시켰다. 기대-가치 이론에 따르면, 학생들의 성취와 업적에 관련된 선택은 대부분의 근위 두 가지 요인, 성공에 대한 기대, 주관적 과업 가치에 의해 결정된다. 기대는 개인이 과업에서 성공하기 위해 자신의 능력에 얼마나 자신감을 갖고 있느냐인 반면에, 과업 가치는 개인이 그 과업을 얼마나 중요한지, 유용한지, 또는 즐거운지를 인식하는 것이다. 이론  과 실험;을 통해 밝혀낸 바로는, 기대와 가치는 업무, 지속적인 흥미, 그리고 학업 성취도와 같은 중요한 결과를 예측하기 위해 상호 작용하는 것으로 드러났다. 다른 요인들로는, 인구 통계학적 특성을 포함해서, 고정 관념, 이전의 경험, 타인의 믿음과 행동에 대한 지각이 있다. 이러한 요인들은 결과와 관련된 성취에 기대와 가치를 통해서 간접적으로 영향을 미친다. 이 모델은 교육 분야에서 가장 널리 적용되고 연구되고 있다.

### 기대
기대는 개인이 단기적 또는 장기적인 미래에 그들이 수행할 일에 있어서의 성공에 대한 구체적인 믿음이다. 개인이 가지고 있는 믿음은 그들이 하는 선택 뿐만 아니라 그들의 행동도 형성한다. 예를 들면, 고등학생들은 그들이 학력고사 때문에 정말로 애쓰고 있다고 믿을지도 모른다. 이는 그들이 스스로 SAT에서 좋지 못한 성적을 거둘 것을 예상하게 한다. 이러한 믿음은 그 다음에 그들의 SAT에서의 실제 성과에 영향을 준다. 이러한 기대는 자아 개념과 자기 효능감과 같은 개념과 관련이 있다. 자아 개념은 목표에 도달하려는 그들 자신의 능력에 대한 믿음을 포함하는 폭넓은 개념을 말한다. 자기 효능감은 그들의 능력과 역량에 대한 자신의 믿음을 포함하기 때문에 학문적 문맥에서 비슷하다. 하지만 이는 수학이나 역사와 같은 특정 분야에만 한정된다.

### 주관적 과업 가치
Eccles와 동료들에 따르면 주관적 과업 가치는 “내가 이 활동을 하기 원하는가? 그렇다면 왜 원하는가?”라는 질문에 개인이 대답하게끔 만드는 자극, 즉 동기부여로 생각될 수 있다. 주관적 과업가치는 4개의 하위범주로 나눌 수 있다. 성과 가치(정체성이나 자아의 중요성), 본질적 가치(즐거움이나 흥미), 실용 가치(유용성이나 타당성) 그리고 비용(시간의 손실, 지나치게 많은 노력의 요구, 가치있는 대안의 상실 또는 스트레스와 같은 부정적인 정신적 경험). 전통적으로 성과 가치와 본질적 가치는 서로 굉장히 많이 관련되어 있다. 게다가 이 두 개념은 본질적인 동기부여, 흥미 그리고 과업 지속성과 관련되는 경향이 있다. 그 대신에 성과 가치는 본질적인 요소와 비 본질적인 요소를 둘 다 가지고 있다. 뿐만 아니라 과정 수행, 흥미와 같은 본질적, 비 본질적인 결과와 관련되어 왔다. 다른 연구는 실용 가치가 시간 의존적인 특징도 가지고 있다는 것을 보여준다. 비용은 실증적인 연구에서 비교적 무시되어왔지만 최근에는 관심을 받는 추세이다. Feather는 주관적 과업 가치와 더 보편적인 인간 가치를 결합했고, 전자를 단지 행동을 유발하는 인간의 보편적 동기의 한 유형이라고 말했다.

### 적용

#### 발전 궤도
연구자들은 기대와 가치가 이미 6세 무렵에 동기부여의 분리된 유형으로 구별될 수 있다는 것을 발견했다. 유사하게, 가치의 유형(예를 들면, 성과 vs 효용)도 초등학교 5학년 때 하나의 학업 영역으로 구별될 수 있다. 일반적으로 말하면, Eccles와 동료들 은 개인의 기대와 가치를 결정하는 여러 요소들을 아래와 같이 넓은 범위로 관련지었다.
- 문화적 환경
- 사회 활동을 하는 사람의 믿음과 행동
- 개인의 소질/적성의 차이
- 경험과 관련된 이전의 업적
- 사회적 믿음에 대한 개인의 지각/인식
- 경험에 대한 개인의 해석
- 감정적인 기억
- 일반적인 목표
- 자아개념

전문가들은 학생들의 동기부여가 그들이 학교에 있는 시간동안 감소하는 경향을 보인다는 것에 동의한다. 종단적인 연구가 이러한 일반적인 동기부여 감소 현상이 사실임을 보여주었고, 또한 동기부여가 특정 영역이라는 것을 증명하였다. 또한 연구자들은 동기부여에 성별에 따른 차이가 있다는 것도 증명하였다. 남학생과 여학생 공통적으로 수학 성취도에서의 동기부여 감소 정도가 특히 심했고, 읽기나 스포츠 영역에서는 그 정도가 약했다. 연구자들은 이러한 동기부여 감소에 대하여 두 가지 종합적인 설명을 제시했다. 첫 번째는 다른 영역에 대한 학생들의 개념화가 점점 복잡하고 미묘해지고 있기 때문이다. -학생들은 하위 영역들을 구별하고, 이는 평균 수준의 감소를 초래한다. 사실, 11살 정도의 어린 아이들은 학업 영역을 구별할 수 있다고 증명되었다. 두 번째는 학생들이 나이가 듦에 따라 그들이 주변 환경을 보는 초점이 변하기 때문이다. 학생들이 높은 학년에 올라가게 되면서, 학교에서의 초점이 배우는 것에서 성취하는 것으로 변한다. 연구 전반에서 이러한 변화가 학생들의 동기부여에 해롭다는 사실이 드러났다.

#### 조정
기대-가치 이론은 동기부여적 믿음을 바꾸고자 하는 조정 프로그램에 적용될 수 있고 실제로 그렇게 해오고 있다. 이러한 조정은 기대, 가치를 증진시키고 비용을 감소시킬 수 있다. 이러한 조정은 동기부여뿐만 아니라 궁극적으로 일반 학생의 성취를 증가시키는 데에 초점을 맞추고, 전통적으로 문제가 되는 성과 격차를 줄이는 데에 도움을 준다. 예를 들어, 가치 중심 조정은 선생님들이 커리큘럼을 짜는데 도움을 주기 위해 개발되어 왔다. 이 커리큘럼은 학생들에게 수업에서 배우는 것과 자신의 실제 삶이 연관되어 있다는 것을 알게끔 하는 교육과정이다. 이 커리큘럼은 고등학교에서 과학 수업에 대한 관심과 수업 성과를 촉진시켰다. 게다가 이러한 조정은 학생들의 성과와 흥미를 북돋았으며 특히 낮은 초기 기대를 가지고 있는 학생들에게 더 효과적이었다. 기대-가치 이론에 따르면, 이 조정은 수업 자료에 대한 학생들의 흥미를 이끌어 올리는 데에 효과적이다.

## 건강, 의사소통, 마케팅, 경제학 모델
기대-가치 이론은 근본적으로 사물과 행동에 대한 개인의 태도를 예측하고 설명하기 위해 만들어졌다. 심리학자 Martin Fishbein의 연구에 의하면, 이 이론에서 태도는 믿음, 가치에 대한 평가에 의해 발달하고 변화한다. 주로, 이 이론은 태도 발달에서 일어나는 정신적인 계산방식을 밝히려고 노력한다. 기대-가치 이론은 다른 이론들을 개발하는 데에 사용되고 있고, 지금도 여전히 수많은 분야의 연구에 사용되고 있다.

### 역사
Dr. Martin Fishbein은 1970년도 초기에 기대-가치 이론(Expectancy-Value Theory, EVT)을 개발하며 유명해졌다. 때로는 Fishbein의 기대-가치 이론이라고 불리거나 아니면 간단히 기대-가치 모형이라고 할 때도 있다. 주로 학자들의 기대가치 이론에 대한 논문은 Martin Fishbein과 Icek Ajzen이 1975년도에 쓴 책인 “Belief, Attitude, Intention, and Behavior“과 An Introduction to Theory and Research를 토대로 쓰여진다. 기대가치 이론의 근원격인 연구는 Fishbein의 박사 학위 논문인 ”A Theoretical and Empirical Investigation of the Interrelation between Belief about an Object and the Attitude toward that Object (1961, UCLA)“ 와 그 다음 각각 1962년과 1963년에 쓰인 Human Relations 학술지의 글이다. Fishbein의 연구는 Ward Edwards, Milton J. Rosenberg, Edward Tolman, 그리고 John B. Watson과 같은 연구원들을 끌어들였다.

### 개념
기대-가치 이론은 3가지 기본 요소로 구성된다. 첫째, 개인은 상품이나 행위에 대한 새로운 정보를 접할 때 그것에 대한 믿음을 형성하는 것으로 반응한다. 만약 그 믿음이 이미 존재한다면, 그것은 새로운 정보에 의해 수정될 가능성이 크다. 둘째, 개인은 믿음이 기반이 되는 각각의 속성에 가치를 부여한다. 셋째, 기대는 믿음과 가치를 근거로 한 계산적 결과에 의하여 형성, 수정된다. 예를 들어, 어떤 학생이 한 교수가 유머러스하다는 평판을 듣게 된다하자. 그렇다면 이 학생은 그 유머러스한 강의에 대해 긍정적 가치를 부여할 것이고, 이 학생은 그 교수와의 강의가 긍정적인 경험이 되리라는 기대를 갖게 될 것이다. 이후 학생이 강의에 참여함으로써 교수가 실제로 유머러스하다는 것을 알게 된다면, 학생은 이 강의를 의미있는 강의라고 계산할 것이다. 기대-가치 이론은 계산의 결과, 즉 "태도"를 많은 믿음/가치를 포함하는 복잡한 방정식의 결과라 칭하고 있다, Fishbein와 Azjen(1975)은 다음의 수식들로 이 이론을 설명한다.
합리적 행동의 이론:
공식
간단한 형태로, TRA는 다음의 방정식으로 표현될 수 있다.:
BI = (AB)W_1 + (SN)W_2
BI = 행동의 의도
(AB) = 한 개인의 행동에 대한 태도
W = 실증적으로 도출해낸 정신적 압박
SN = 실행하는 행동에 관련된 주관적 가치
(Source: Hale, 2002)

### 현재 사용
1970년대 후반부터 1980년대 초반, Fishibein 과 Ajzen 이 기대 가치 이론을 합리적 행위 이론 (Theory of reasoned action, TRA)으로 확장시켰다. 그 후 Ajzen은 그의 책 Attitudes, Personality, and Behavior (1988)에서 계획적 행동이론 (Theory of planned behavior, TPB) 을 상정하였다. 합리적 행위 이론과 계획적 행동이론은 기대 가치 이론의 예측적이고 설명가능한 약점들에 대해 다룬다. 또한 의료 커뮤니케이션, 조사, 마케팅, 경제 등의 분야에서 여전히 유망한 이론들이다. 비록 1980년대 초반부터 그렇게 많이 쓰이지는 않지만, 기대 가치 이론은 시청자층 조사(Palmgreen & Rayburn, 1985), 광고(Shoham, Rose, & Kahle 1998; Smith & Vogt, 1995), 아동 발달(Watkinson, Dwyer, & Nielsen, 2005), 교육(Eklof, 2006; Ping, McBride, & Breune, 2006), 의료 커뮤니케이션(Purvis Cooper, Burgoon, & Roter, 2001; Ludman & Curry, 1999), 조직 의사소통(Westaby, 2002) 등에서 다양하게 사용되고 있다.

## 강점과 약점

### 강점
- 개인이 기대와 가치에 기반을 두고 어떻게 결정을 하는지에 대한 틀을 제시한다.
- 어떤 것을 성취하는 데에 필요한 노력의 실제 양에 상관없이 사람들 사이에서 선택의 차이를 설명한다.
- 일반적으로 최근의 연구에 의해서 지지받는다.

### 약점
- 동기부여가 개인의 기대와 가치에 달려있다는 것을 강조한다.
- 개인의 감정적 상태, 인격/성격, 능력, 지식, 기술, 그리고 과거의 경험들이 결과에 영향을 준다는 것을 고려하지 않는다.
- 지각/인식을 기반으로 한 모델이다.
- 그룹 환경에서 시행하기에는 어려울 수 있다.

## 핵심가정과 진술

### 핵심
기대 가치이론에 따르면, 행동은 누군가가 가지고 있는 기대와 일하고 있는 사람에 대한 목표의 가치의 상관관계이다. 이러한 접근은 하나의 행동보다 더 많은 행동이 가능할 때, 선택된 행동은 예상된 성공과 가치의 가장 큰 조합일 것이다. 기대-가치 이론은 사람들을 목표 지향적 존재라고 여긴다. 그들의 신념과 가치에 따라 수행하는 행동들은 몇몇의 목적을 달성하는 것을 취득하지 않게 한다. 그러나 기대-가치 이론이 이용과 충족이론의 중심개념을 설명하는데 사용될 수 있을지라도 절차에 영향을 미치는 다른 요소들이 있다. 예를 들면 신념, 가치와 매체 가정과 다른 비매체 행동을 통해 다양한 충족을 추구하는 사회적 상황에 의해 이끌리는 행동을 위한 동기를 불러일으키는 필요의 사회적이고 심리학적인 기원.

### 진술
기대 가치 이론은 “사람들은 그들의 기대(신념)와 가치에 따른 세계로 그들 스스로를 지향하게 한다.”고 제안한다. 이 접근을 이용하면, 행동, 행동의 의도, 또는 태도들은 “(1) 기대 (혹은 신념) - 하나의 대상이 특정한 태도를 소유하고 있거나 행동이 특정한 결과를 가지게 될 것이라는 인지된 가능성 (2) 가치 - 영향의 정도, 긍정적이거나 부정적, 특성 또는 행동의 결과에 대한” (Palmgreen, 1984)의 기능으로서 보인다.

## 범위와 적용
기대-가치 이론은 사회적 행동의 설명, 성취 동기부여 그리고 과업 동기부여에서의 유용성이 증명되었다.
정교한 기대가치 이론 :
- 성취 동기부여의 기대-가치 모형
- 행위 이론이나 주관적 기대 효용(S.E.U)이론은 기대-가치 사료의 가장 완전히 발전된 이론 중의 하나이다.
- Fishbein의 합리적 행동이나 행동 의도는 일반적으로 받아들여지고 충분히 발전된 또 다른 기대-가치 이론이다.
- Rotter의 사회적 학습이론

## 관련 학자

### kurt Lewin(1890-1947)
Kurt Lewin은 ‘요구 수준’의 개념을 확립한 사람이다. 요구 수준이란 미래 성취를 완성하는 데에 수반되는 개인의 기대나 목표이다. Lewin은 목표 설정은 그 일에 대한 개인의 친밀함과 과거 경험을 기반으로 이루어진다고 믿었다. 그는 요구 수준을 다수의 아이들에게 고리 전해주기 게임을 하게 함으로써 평가했다. 이는 아이들이 고리를 전해주는 일을 완성하기 위한 동기부여를 결정하기 위해서였다. 그의 실험과 연구의 결과는 기대-가치 이론의 발전을 위한 기반을 다져놓았다.

### John Atkinson(1923-2003)
John Atkinson은 1960년대에 동기부여와 성취의 심리학을 연구하였다. 그의 연구는 성취 동기부여에 대한 연구로 확장되었다. 그는 개인의 욕구, 기대, 그리고 가치와 관련된 모든 것을 수반하는 성취 동기부여 이론을 창시하였다. 그는 행동은 동기와 성공의 가능성, 그리고 유인 가치를 포함하는 기능을 한다고 생각했다. 그의 이론에 대한 연구는 특정한 일을 할 수 있게 되는 것에 대한 믿음과 특정한 일에 대한 중요성, 가치, 열망을 차별화함으로써 동기부여의 분야로 발전하였다.

## 참고 자료

### 교육 모델
1. 1 2 3 4 5 6 7 8  Eccles, J. (1983). Expectancies, values, and academic behaviors. In J. T. Spence (Ed.), Achievement and achievement motives: Psychological and sociological approaches (pp. 75-146). San Francisco, CA: W. H. Freeman.
2. ↑  Nagengast, B., Marsh, H. W., Scalas, L. F., Xu, M. K., Hau, K. T., & Trautwein, U. (2011). Who took the “×” out of expectancy-value theory? A psychological mystery, a substantive-methodological synergy, and a cross-national generalization. Psychological Science, 22(8), 1058-1066.
3. ↑  Trautwein, U., Marsh, H. W., Nagengast, B., Lüdtke, O., Nagy, G., & Jonkmann, K. (2012). Probing for the multiplicative term in modern expectancy–value theory: A latent interaction modeling study. Journal of educational psychology, 104(3), 763-777.
4. 1 2  Eccles, J. S. & Wigfield, A. (2002). Motivational beliefs, values, and goals. Annual Review of Psychology, 53, 109-132.
5. 1 2  Bong, M. & Skaalvik, E.M. (2003). Academic self-concept and self-efficacy: How different are they really?. Educational Psychology Review, 15(1), 1-40.
6. 1 2  Wigfield. A., Cambria. J., "Student's achievement values, goal orientations, and interest: Definitions, development, and relations to achievement outcomes, " Developmental Review 30, 2010, 1-35.
7. ↑  Hulleman, C. S., Durik, A. M., Schweigert, S. B., & Harackiewicz, J. M. (2008). Task values, achievement goals, and interest: An integrative analysis. Journal of Educational Psychology, 100(2), 398-416
8. ↑  Simons, J., Dewitte, S., & Lens, W. (2004). The role of different types of instrumentality in motivation, study strategies, and performance: know why you learn, so you’ll know what you learn! The British journal of educational psychology, 74(Pt 3), 343-60. doi:10.1348/0007099041552314
9. 1 2 3 4 5  Hulleman, C. S., & Harackiewicz, J. M. (2009). Promoting interest and performance in high school science classes. Science, 326(5958), 1410-1412
10. ↑  Husman, J., & Lens, W. (1999). The role of the future in student motivation. Educational Psychologist, 34(2), 113-125
11. ↑  Luttrell, V. R., Callen, B. W., Allen, C. S., Wood, M. D., Deeds, D. G., & Richard, D. C. (2010). The mathematics value inventory for general education students: Development and initial validation. Educational and Psychological measurement, 70(1), 142-160.
12. 1 2  Wigfield, A., Tonks, S., & Eccles, J. S. (2004). Expectancy-value theory in cross-cultural perspective. In D. M. McInerney & S. Van Etten (Eds.), Research on sociocultural influences on motivation and learning, volume 4: Big theories revisited (pp. 165-198). Greenwich, CT: Information Age Publishing.
13. 1 2 3  Wigfield, A., & Cambria, J. (2010). Expectancy-value theory: Retrospective and prospective. Advances in motivation and achievement, 16, 35-70
14. 1 2  Jacobs, J. E., Lanza, S., Osgood, D. W., Eccles, J. S., & Wigfield, A. (2002). Changes in children’s self‐competence and values: Gender and domain differences across grades one through twelve. Child development, 73(2), 509-527
15. 1 2  Hulleman, C. S., Schrager, S. M., Bodmann, S. M., & Harackiewicz, J. M. (2010). A meta-analytic review of achievement goal measures: Different labels for the same constructs or different constructs with similar labels?. Psychological bulletin, 136(3), 422.
16. ↑  Blackwell, L. S., Trzesniewski, K. H., & Dweck, C. S. (2007). Implicit theories of intelligence predict achievement across an adolescent transition: A longitudinal study and an intervention. Child development, 78(1), 246-263.
17. ↑  Ramirez, G., & Beilock, S. L. (2011). Writing about testing worries boosts exam performance in the classroom. science, 331(6014), 211-213.
18. ↑  Good, C., Aronson, J., & Inzlicht, M. (2003). Improving Adolescents’ Standardized Test Performance: An Intervention to Reduce the Effects of Stereotype Threat. Journal of Applied Developmental Psychology, 24, 645-662.

### 건강, 의사소통, 마케팅, 경제학 모델
- Ajzen, I. (1988). Attitudes, personality, and behavior (U.S. ed.). Chicago, IL: Dorsey Press.
- Eklof, H. (2006). Development and validation of scores from an instrument measuring student test-taking motivation. Educational & Psychological Measurement, 66, 643-656.
- Fishbein, M. (1961). A theoretical and empirical investigation of the interrelation between belief about and object and the attitude toward that object (pp. 162): University of California, Los Angeles. Unpublished dissertation.
- Fishbein, M. (1963). An investigation of relationships between beliefs about an object and the attitude toward that object. Human Relations, 16, 233-240.
- Fishbein, M., & Ajzen, I. (1975). Belief, attitude, intention, and behavior : an introduction to theory and research. Reading, Mass.: Addison-Wesley Pub.
- Fishbein, M., & Raven, B. (1962). The AB scales: An operational definition of belief and attitude. Human Relations, 15, 35-44.
- Ludman, E. J., & Curry, S. J. (1999). Implementation of outreach telephone counseling to promote mammography participation. Health Education & Behavior, 26, 689.
- Palmgreen, P., & Rayburn, J. (1985). An Expectancy-Value Approach to Media Gratifications, in: "Rosengren, Karl Erik / Wenner, Lawrence A. / Palmgreen, Philip: Media Gratifications Research" (Beverly Hills, 1985, pp. 61–72).
- Ping, X., McBride, R. E., & Bruene, A. (2006). Fourth-grade students' motivational changes in an elementary physical education running program. Research Quarterly for Exercise & Sport, 77, 195-207.
- Purvis Cooper, C., Burgoon, M., & Roter, D. L. (2001). An expectancy-value analysis of viewer interest in television prevention news stories. Health Communication, 13, 227-240.
- Shoham, A., Rose, G. M., & Kahle, L. R. (1998). Marketing of risky sports: From intention to action. Journal of the Academy of Marketing Science, 26, 307-321.
- Smith, R. E., & Vogt, C. A. (1995). The effects of integrating advertising and negative word-of-mouth communications on message processing and response. Journal of Consumer Psychology, 4, 133.
- Watkinson, E. J., Dwyer, S., & Nielsen, A. B. (2005). Children theorize about reasons for recess engagement: Does expectancy-value theory apply? Adapted Physical Activity Quarterly, 22, 179.

### 핵심과정과 진술, 범위와 적용
- Fishbein, M (1967). Attitude and the prediction of behaviour. In: Fishbein, M (Ed.). Readings in attitude theory and measurement. New York: Wiley.
- Fishbein, M (1968). An investigation of relationships between beliefs about an object and the attitude towards that object. Human Relationships, 16, 233-240.
- Fishbein, M & Ajzen, I. (1974). Attitudes towards objects as predictors of single and multiple behavioural criteria. Psychological Review, 81(1), 29-74.
- Fishbein, M & Ajzen, I. (1972). Beliefs, attitudes, intentions and behaviour: an introduction to theory and research. Reading, Mass.: Addison-Wesley.
- Fishbein, M & Raven, B.H. (1962). The AB scales: an operational definition of belief and attitude. Human Relations, 12, 32-44.
- Palmgreen, P. (1984). Uses and gratifications: A theoretical perspective. In: Bostrom, R.N. (Ed.), Communication Yearbook 8 (61-72). Beverly Hills, CA: Sage Publications.

## 같이 보기
- en:Theory_of_Planned_Behavior